# Fantaghirò 3
Fantaghirò 3 è una miniserie televisiva di genere fantastico del 1993, diretta da Lamberto Bava.
È la terza miniserie che fa parte del franchise di Fantaghirò. 
È stato trasmesso per la prima volta da Canale 5 in due parti da 100 minuti ciascuna, il 20 e il 21 dicembre 1993. 
Fra tutti i film della saga, Fantaghirò 3 è quello preferito sia da Bava che da Romoli, in quanto la storia prende una piega più horror.

## Trama
Tarabas, il più potente e malvagio di tutti i maghi, scopre che secondo una profezia sarà destinato ad essere sconfitto dall'innocenza di un giovane figlio di re. Per evitare che ciò accada, ordina al suo esercito di catturare tutti i figli di re che non abbiano compiuto ancora dieci anni. I soldati assalgono il castello di Fantaghirò per catturare i figli di Caterina e Carolina, ma Romualdo riesce ad allontanare le truppe nemiche dal castello, rimanendo però vittima di un incantesimo: viene tramutato in una statua di pietra che solo il potere di un bacio di Tarabas può riportare alla vita.
Fantaghirò decide di mettersi in cammino per trovare Tarabas e durante il suo viaggio arriva in un castello, assediato dalla truppe del malvagio stregone. Riesce a salvare la piccola Smeralda, figlia del re e della regina, e lancia una sfida a Tarabas. Egli, udite le parole di Fantaghirò, decide di uscire allo scoperto per incontrarla e la raggiunge nella foresta, senza rivelarle però la sua vera identità. Nel frattempo, insieme a Fulmine e Saetta, Fantaghirò riporta in vita la Strega Nera che, sotto ricatto, concede il suo aiuto alla donna. Il gruppo libera i bambini catturati da Tarabas, i quali erano stati rinchiusi in una casa di marzapane.
Giunta nel regno di Tarabas, Fantaghirò scopre che l'uomo conosciuto nel bosco è in realtà il potente stregone al quale deve strappare un bacio per riportare in vita Romualdo. Tarabas, che ormai è innamorato di Fantaghirò, acconsente a baciarla a patto però che lei lo sposi e diventi principessa del suo regno delle tenebre. Per poter baciare la donna è costretto a incatenarsi, a causa di una maledizione di sua madre, la strega Xellesia, che lo costringe a trasformarsi in un mostro ogni volta che bacia qualcuno che ama.
Il bacio che Fantaghirò dà a Tarabas genera una spirale magica che Fantaghirò affida alla Strega Nera con il compito di portarla al suo castello, poiché lei ha promesso di sposare Tarabas. La cerimonia viene interrotta in tempo da Fulmine, il quale avverte Fantaghirò che la Strega Nera l'ha tradita e che il potere del bacio di Tarabas sta quasi svanendo. Fantaghirò riesce a convincere Tarabas a lasciarla andare per raggiungere la strega, ma gli promette di tornare a sposarlo quando Romualdo sarà tornato in vita. Fantaghirò raggiunge la strega, ma ormai il bacio ha perso ogni potere magico. Nel frattempo la strega Xellesia per vendicarsi sta per uccidere Smeralda, ma Tarabas la salva maledicendo la madre e privandola dei suoi poteri. Tarabas e Smeralda giungono al castello di Fantaghirò, che vuole riprovare a baciarlo, ma un secondo bacio non avrebbe lo stesso effetto. Tarabas, però, provando affetto per la bambina, bacia sulla fronte Smeralda, generando una seconda spirale magica. Il Principe del Male ha ora imparato a provare pietà e ad amare il prossimo. La profezia si è avverata: l'innocenza di una giovane figlia di re ha sconfitto il suo Regno del Male. Poi scioglie dalla promessa Fantaghirò e la lascia libera, promettendo di non essere più malvagio. Fantaghirò torna al castello e riporta in vita Romualdo, e Smeralda viene accolta come una figlia.

## Produzione
L'idea di un terzo film sulla saga di Fantaghirò nacque dopo il successo di Fantaghirò 2, la cui ultima puntata venne vista da oltre otto milioni di persone. Lamberto Bava spiegò che, una volta deciso di produrre Fantaghirò 3, bisognava tornare con qualcosa per cui ne valesse la pena, che fosse all'altezza delle precedenti pellicole. Alla sceneggiatura tornò Gianni Romoli, mentre il budget stanziato fu di 6 miliardi di lire.
Ancora prima di concepire la storia, Bava e Romoli chiesero al cast dei precedenti film se fosse disponibile a tornare per Fantaghirò 3. Alessandra Martines e Brigitte Nielsen, rispettivamente la protagonista Fantaghirò e la Strega Nera, confermarono la loro presenza, mentre Kim Rossi Stuart espresse chiaramente di non voler più calarsi nei panni di Romualdo. L'attore era infatti intenzionato ad abbandonare il ruolo per evitare di rimanere ingabbiato troppo a lungo nello stesso personaggio. Romoli, dunque, fu costretto a pensare ad una storia senza Romualdo ma, almeno per fornire un incipit al terzo film, pregò Bava di convincere l'attore a partecipare al film, anche solo per una parte ridotta. Kim Rossi Stuart accettò l'offerta e girò tutte le sue scene in una settimana.
Per ovviare alla mancanza del protagonista maschile, Romoli creò quindi il personaggio di Tarabas, e per interpretarlo venne assunto Nicholas Rogers che, all'epoca della produzione del film, era un modello australiano. Bava rimase folgorato dall'impatto televisivo del giovane modello e lo scelse subito, ma i problemi arrivarono quando si accorsero che Rogers era un attore alle prime armi. Un altro problema fu il fatto che l'attore australiano, all'inizio delle riprese, avesse una tremenda paura dei cavalli (poi superata).
Le riprese durarono nove settimane.

## Accoglienza
Per molti fan, questa miniserie è la preferita della saga, soprattutto per l'ingresso della figura di Tarabas che ebbe, all'epoca, notevole successo tra il pubblico femminile.